# Helgi Tomasson
Helgi Tomasson es un bailarín, coreógrafo y director de compañía islandés nacido en Reikiavik en octubre de 1942. 
Graduado de la School of American Ballet, participó en 1969 en la primera edición del Concurso Internacional de Ballet de Moscú donde obtuvo la medalla de plata (la de oro la ganó Mikhaïl Barychnikov).
Ha bailado entre otros para trabajos de Jerome Robbins y el Ballet de Nueva York como primer bailarín.
Nombrado director artístico del Ballet de San Francisco en 1985, ocupa hasta hoy este puesto.
- Datos: Q3129689